# Herb Nowosybirska

Herb Nowosybirska przyjęty w 2004 r.

Herb Nowosybirska – jeden z symboli miejskich Nowosybirska, w obecnej postaci przyjęty oficjalnie przez radę miejską 23 czerwca 2004 r., a następnie jeszcze raz potwierdzony 22 kwietnia 2008 roku.    

## Opis

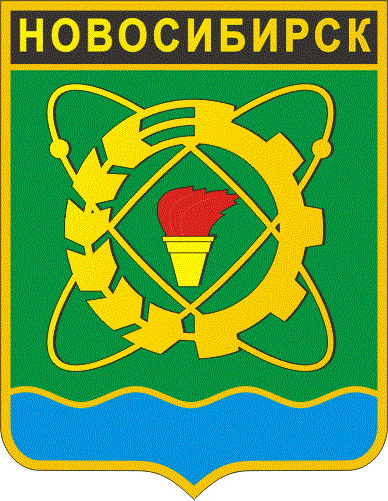
Sowiecki herb Nowosybirska z 1970 r.

W przeciętym lewoskośnie zielonym i srebrnym polu - błękitna, lewa przewiązka, z prawej strony obwiedziona srebrem, a na tym wszystkim - cienki jak nić pasek, przerwany przewiązką i domknięty przyłączonym od góry złotym półpierścieniem. Tarcza zwieńczona koroną basztową z pięcioma widocznymi trójzębnymi blankami. Trzymacze - czarne sobole z ciemnoczerwonymi (czerwonymi) językami, srebrnymi nosami, podgarlami i pazurami; uszy soboli wewnątrz - również srebrne. Postument - falisto biegnąca, zielono-błękitno-srebrna wstęga ze srebrną nicią oddzielającą zieleń i błękit; pośrodku u podnóża - ciemnoczerwony łuk nad dwoma czarnymi, o ciemnoczerwonych grotach i lotkach, przewróconymi strzałami. Złoty półpierścień symbolizuje most na Obie, czarno-srebrna nitka Kolej Transsyberyjską. Liczba blanków w koronie określa status miejscowości podkreślając, że Nowosybirsk jest centrum obwodu. Sobole, łuk i strzały wzięte są z historycznego herbu Syberii.

## Historia

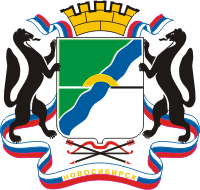
Herb Nowosybirska w wersji z 1993 r.

Początkowo Nowonikołajewsk nie posiadał herbu. Prawa miejskie otrzymał w 1903 r., znajdując się w obrębie tomskiej guberni używał zmodyfikowanego herbu gubernialnego, a od 1915 r. herbu miasta Tomska. Po przejęciu władzy przez bolszewików używano symboli związanych z nową sowiecką władzą. Lecz przez prawie pięćdziesiąt lat nie ustalono żadnego oficjalnego herbu Nowosybirska. 23 grudnia 1970 r. Rada Miejska ustanowiła pierwszy oficjalny herb miasta. W górnej części wielkimi złotymi literami umieszczona została nazwa miasta „Nowosybirsk”. Dominująca zieleń symbolizowała Syberię i jej bogactwa naturalne. Niebieski kolor nawiązywał do rzeki Ob. W środku czerwona pochodnia symbolizowała wielką transformację Syberii dokonaną przez lud sowiecki pod wodzą leninowskiej Komunistycznej Partii ZSRR. Wokół pochodni znajdowało się połączone wyobrażenie kłosa i koła zębatego. Wszystko to otoczone było wizerunkiem elektronu. Taka kombinacja miała uzmysławiać, że Nowosybirsk jest miastem kultury, przemysłu i nauki oraz symbolizowała jedność chłopów, robotników oraz naukowców.
Rozpad Związku Radzieckiego i przemiany w Federacji Rosyjskiej stworzyły zapotrzebowanie na nowy herb miasta. Już 12 stycznia 1991 r. Rada Miasta zagłosowała za ustanowieniem nowego symbolu Nowosybirska. Był to w zasadzie dzisiejszy herb, z nieznacznymi różnicami. Inaczej zostały przedstawione sobole oraz korona basztowa. W wersji tej znajdowała się też flaga Federacji Rosyjskiej w formie wstęgi oraz napis „Nowosybirsk”. Przyjęty projekt został skrytykowany przez ekspertów z Rejestru Heraldycznego Federacji Rosyjskiej. Zastrzeżenia budziły zwłaszcza: flaga rosyjska z napisem „Nowosybirsk” oraz wygląd korony. Po kilku latach Rada Miejska Nowosybirska przychyliła się wreszcie do rekomendacji Komisji i 23 czerwca 2004 r. przyjęła nową, obecną wersję herbu. 22 kwietnia 2008 r. rada ta jeszcze raz potwierdziła kształt nowosybirskiego herbu. Herb miasta został zarejestrowany pod numerem 1752 w Rejestrze Heraldycznym Federacji Rosyjskiej.